# 삼진그룹 영어토익반
《삼진그룹 영어토익반》은 2020년에 개봉한 대한민국의 영화이다. 
이종필 감독이 연출하고 고아성, 이솜, 박혜수가 출연했다. 1995년을 배경으로 다니는 회사의 폐수 유출 사건을 목격하고 이를 고발하기 위해 움직이는 여성 말단 사원들의 이야기를 다루었다.
홍수영 작가가 쓴 각본 초고는 작가 본인의 1990년대 대기업 토익반 강사 경험과 낙동강 폐놀 오염 사건을 모티브로 한 사회고발물에 가까웠다. 이종필 감독은 이를 좀 더 밝고 유쾌한 '승리의 서사'로 다양한 인간 군상의 모습을 보여주기 위해 연출하고자 했고, 코지 미스터리와 케이퍼를 비롯한 다양한 장르와 반전이 가미되었다. 이감독은 영화가 여성 서사로 받아들여질 것을 염두에 두었고, 다른 여성 제작진과 배우들의 도움을 많이 받았다.
주인공 이자영은 아르바이트 중 사내 불합리를 겪은 뒤 노조를 결성하였던 민주노총 화섬식품노조 파리바게뜨 지회 임종린 지회장을 모델로 하였다.

## 시놉시스
1995년 입사 8년차 동기인 이자영, 정유나, 심보람 세 친구가 토익 600점을 넘기면 대리로 승진하게 해준다는 얘기를 듣고 모였다. 실무 능력 퍼펙트, 현실은 커피 타기 달인인 생산관리3부 오지랖 이자영, 추리소설 마니아로 뼈 때리는 멘트의 달인 마케팅부 돌직구 정유나, 수학 올림피아드 우승 출신, 실체는 가짜 영수증 메꾸기 달인 회계부 수학왕 심보람은 대리가 되면 진짜 '일'을 할 수 있을 것이라는 희망에 부푼다. 잔심부름을 하러 간 공장에서 검은 폐수가 유출되는 것을 목격한 자영은 유나, 보람과 함께 회사가 무엇을 감추고자 하는지 결정적 증거를 찾으려 한다. 세 친구는 해고의 위험을 무릅쓰고 고군분투를 시작한다.

## 캐스팅
- 고아성 : 이자영 역
- 이솜 : 정유나 역
- 박혜수 : 심보람 역
- 조현철 : 최동수 대리 역
- 김종수 : 봉현철 부장 역
- 김원해 : 안기창 부장 역
- 배해선 : 반은경 부장 역
- 데이비드 맥기니스 : 빌리박 사장 역
- 백현진 : 오태영 상무 역
- 이성욱 : 홍수철 과장 역
- 최수임 : 조민정 대리 역
- 이주영 : 송소라 역
- 타일러 라쉬 : 영어강사 역
- 이봉련 : 총무부 미스김 역
- 유순웅 : 마을이장 역
- 방준석 : 과수원 사내 역
- 심달기 : 과수원 딸 역
- 노수산나 : 임산부 역
- 신민재 : 임산부 남편 역
- 박성일 : 윤 기자 역
- 도연진 : 상무비서 역
- 신기환 : 글로벌 기획팀 역
- 정수지 : 법무팀 역
- 조영애 : 경영지원실 역
- 정이서 : 감사실 역
- 권영은 : 인사팀 역
- 한재이 : 대표이사비서 역
- 조슈아 뉴튼 빈센트 : 글로벌캐피탈 1 역
- 존 마이클스 데이비드 : 글로벌캐피탈 2 역
- 김영조 : 전략본부장 역
- 서영삼 : 황재식 부장 역
- 김용삼 : 마케팅 과장 역
- 김건 : 신림동 S대 교수 역
- 이태영 : 신림동 S대 대학원생 역
- 조홍우 : 생산관리부 직원 1 역
- 박병훈 : 생산관리부 직원 2 역
- 김희상 : 마케팅부 직원 1 / 시사일보 기자 (목소리) 역
- 정영도 : 마케팅부 직원 2 역
- 박경찬 : 임원 1 역
- 남진복 : 임원 2 역
- 전영 : 옥주마을 슈퍼아줌마 역
- 정서인 : 떡복이 아줌마 역
- 윤기창 : 시사일보 기자 1 역
- 배단희 : 시사일보 기자 2 역
- 이종명 : 시사일보 기자 3 역
- 김예지 : 호텔 프런트 직원 역
- 김효은 : 호텔 바 여직원 역
- 권훈 : 호텔 바텐더 역
- 이진이 : 회계부 신입 역
- 김동환 : 옥주마을 주민 1 역
- 유재상 : 옥주마을 주민 2 역
- 한경미 : 옥주마을 주민 3 역
- 이주미 : 옥주마을 주민 4 역
- 정승기 : 삼진전자 임원 1 역
- 박준환 : 삼진전자 임원 2 역
- 임종훈 : 삼진전자 임원 3 역
- 전양님 : 옥주마을 할머니 1 역
- 정영란 : 옥주마을 할머니 2 역
- 박귀자 : 옥주마을 할머니 3 역
- 황윤숙 : 옥주마을 할머니 4 역
- 유창한 : 옥주마을 중년사내 1 역
- 김지한 : 옥주마을 중년사내 2 역
- 한상철 : 옥주마을 중년사내 3 역
- 손선호 : 옥주마을 아이 1 역
- 오초아 : 옥주마을 아이 2 역
- 최지완 : 옥주마을 아이 3 역
- 황예선 : 옥주마을 아이 4 역
- 함채영 : 옥주마을 아이 5 역
- 임택승 : 뉴스 가족 아빠 역
- 문현정 : 뉴스 가족 엄마 역
- 전휘헌 : 뉴스 가족 여중생 1 역
- 채예은 : 뉴스 가족 여중생 2 역
- 김소민 : 양치질 꼬마 역
- 김시하 : 붕어사탕 아이 역
- 박젬마 : 탕비실 여직원 역
- 신민수 : 보람 아빠 역
- 김기현 : 아나운서 (목소리) (남) 역
- 정선우 : 아나운서 (목소리) (여) 역
- 박근형 : 오 회장 역 (특별출연)
- 김태훈 : 검사 역 (특별출연)

## 수상 및 후보
| 연도 | 시상식                     | 부문                      | 수상자 및 후보 | 결과 |
| ---- | -------------------------- | ------------------------- | -------------- | ---- |
| 2020 | 제21회 올해의 여성영화인상 | 제작자상                  | 박은경         | 수상 |
| 2020 | 제21회 올해의 여성영화인상 | 기술상                    | 배정윤 (미술)  | 수상 |
| 2021 | 제41회 청룡영화상          | 여우조연상                | 박혜수         | 후보 |
| 2021 | 제41회 청룡영화상          | 여우조연상                | 이솜           | 수상 |
| 2021 | 제41회 청룡영화상          | 음악상                    | 달파란         | 수상 |
| 2021 | 제41회 청룡영화상          | 미술상                    | 배정윤         | 수상 |
| 2021 | 제41회 청룡영화상          | 기술상                    | 윤정희         | 후보 |
| 2021 | 제57회 백상예술대상        | 영화부문 작품상           | 빈칸           | 수상 |
| 2021 | 제57회 백상예술대상        | 영화부문 감독상           | 이종필         | 후보 |
| 2021 | 제57회 백상예술대상        | 영화부문 여자최우수연기상 | 고아성         | 후보 |
| 2021 | 제57회 백상예술대상        | 영화부문 여자조연상       | 이솜           | 후보 |
| 2021 | 제57회 백상예술대상        | 영화부문 시나리오상       | 홍수영, 손미   | 후보 |
| 2021 | 제30회 부일영화상          | 여우주연상                | 고아성         | 후보 |
| 2021 | 제30회 부일영화상          | 여우조연상                | 이솜           | 후보 |
| 2021 | 제30회 부일영화상          | 여자인기스타상            | 이솜           | 수상 |
| 2021 | 제30회 부일영화상          | 각본상                    | 홍수영, 손미   | 후보 |
| 2021 | 제30회 부일영화상          | 음악상                    | 달파란         | 후보 |
| 2021 | 제30회 부일영화상          | 미술/기술상               | 배정윤         | 후보 |

## 참고 사항
- 삼진[3]과 삼진그룹이라는 전혀 무관한 기업이다.